# Iglesia de San Martín (Borén)
La iglesia de San Martín de Borén es un templo románico del pueblo de Borén, en el término municipal de Alto Aneu, en la comarca del Pallars Sobirá (provincia de Lérida). Pertenecía al antiguo término de Sorpe .
La iglesia está situada en el lugar más alto del pueblo, en el extremo nordoccidental del núcleo de población. El templo actual, es producto de una reconstrucción del siglo XVIII, que la engrandeció notablemente. Se conservan, sin embargo, elementos de la iglesia románica. Hay menciones de esta iglesia desde el año 908, en una transacción entre el abad del monasterio de Santa María de Gerri y el conde de Pallars. Del 1090 fecha un documento que menciona la peculiaridad de la organización eclesiástica de Borén, dado que era lugar de dominio condal, dentro del territorio del Valle de Aneu, y, por tanto, con privilegios y obligaciones diferentes de los otros pueblos de la valle. Entre otros, la parroquia de San Martín poseía los derechos de primicias del pueblo de Borén.
La puerta posee arquivoltas y ábacos, en una decoración geométrica correspondiente al siglo XII, es prácticamente el único resto del primitivo edificio románico. El campanario es una torre de base cuadrada, de ocho caras en el piso superior y cubierta piramidal, ya perteneciente a la construcción barroca. En el interior, conserva una pila bautismal románica decorada geométricamente, y una pila de agua bendita con rostros primitivos esculpidos.